# 두근두근 비밀친구
《애니멀 골목길》(アニマル横町 아니마루 요코초[*])과 《두근두근 비밀친구》는 각각 마에카와 료가 창작한 일본의 코미디 만화와, 대한민국과 일본이 이를 바탕으로 제작한 텔레비전 애니메이션이다.

## 개요
슈에이샤의 만화 잡지 《리본 오리지널》 1999년 2월호에 〈모두 퀴즈! 애니멀 골목길〉이라는 제목으로 연재 개시한 것이 출발점이다. 이후 1999년 12월|동년 12월호까지 연재된 다음, 2000년 2월부터는 현재의 스토리 라인을 골자로 한 〈애니멀 골목길〉이 연재되기 시작하였으며, 《리본》 2001년 1월호에서도 연재되기 시작했다. 이후 《리본 오리지널》이 2006년 6월에 폐간되면서 현재는 《리본》에서만 연재되고 있다.
그 후 2005년에 애니메이션 제작이 결정되었는데, 대한민국과 일본의 공동 제작으로 진행되었다. 일본 측에서는 덴쓰, TV 도쿄, 제네온 엔터테인먼트, 갤럽이, 대한민국 측에서는 동우 애니메이션과 제작에 참여하였다. 그 중에서 작화 제작은 동우 애니메이션이 100% 맡았으며, 다만 기모노 등의 일부 장면을 별도로 제작하기 위해 TV도쿄 및 갤럽측에서 별도의 작화 제작진과 감독을 두었다. 그리고 덴쓰, 제네온 엔터테인먼트의 경우는 SBS와 함께 제작 투자를 맡았다.
총 51화분으로 제작된 애니메이션은 일본에서는 2005년 10월 4일부터 2006년 9월 26일까지 TV 도쿄를 통해 방영되었고, 대한민국에서는 2005년 12월 6일부터 2007년 1월 9일까지 SBS에서 매주 화요일 오후 5시에 방송되었다. 일본어판 명칭은 원작 그대로 《애니멀 요코쵸(애니멀 골목길)》이며, 한국어판 명칭은 《두근두근 비밀친구》이다.

## 캐릭터
참고 : 이름이 켄타(캔다) 형식으로 표시된 경우 괄호 밖은 원작의 이름이며, 괄호 안은 한국어판의 이름이다.
- 아미 : 인간 여자 아이로 본명은 마츠자카 아미이다. 생년월일은 12월 15일로, 5살이며 유치원생이다. 새로 이사온 집에 있는 비밀의 문이 하필이면 아미의 방에 있는 덕분에 애니요코(애니골[1]) 3인방과 하루가 멀다 하고 조우하고 있다. 등장인물 가운데 유일하게 제대로 된 사고방식을 갖고 있어서 상황에 맞는 지적을 제대로 하고 넘어가는 성격이다. 예쁘고 귀엽기는 하나, 5살답지 않게 꽤 어른스러운 면이 있다(22화에서 캔다가 행동이 마치 5살의 탈을 쓴 40대 주부라 말한적 있다).

성우: 에리카 / 우정신
- 이요 : 애니요코에 살고 있는 주민으로 토끼이다. 생년월일은 1월 4일이다. 여러모로 수수께끼가 가득한 토끼로 필살기를 8가지나 갖고 있는 듯하다. 겉보기엔 꽤 귀엽게 생겼지만 실제로는 애니요코 3인방 중에 가장 위험하고, 캔다에게 이오빔을 발사하여 감전시키는 악질적인 인물로 주의가 필요하다. 사고 방식이 굉장히 독특한 탓에 가는 곳마다 사고를 치며, 그에 대한 뒷수습을 친구들에게 떠넘기는 말썽꾸러기이다. 쓸쓸하고 외로우면 죽는 습관이 있다고는 하지만 이것도 장난인 것 같다.

성우 : 시시도 루미 / 문선희
- 켄타(캔다) : 애니요코에 살고 있는 주민으로 곰이다. 생년월일은 5월 6일이며, 자칭 '귀여운 곰인형'이라고 하지만 꽤 밉살스럽게 생긴 얼굴 탓에 그렇게 보이지는 않는다(실제로 아미가 이사와서 처음 켄타를 봤을 때 '못생긴 인형'이라고 했을 정도). 늘 뾰루퉁한 표정에 친구들에게 딴지를 거는 것이 취미인 듯 하다. 하지만 이요에게는 맥을 못 추고 있다. 항상 목에 빨간 머플러를 매고 다니는데 그 머플러는 친한 할머니가 이사를 가며 선물해 준것이라고 한다. 아미의 친구 쿠쨩(쿠우)에게 반한 탓에, 쿠쨩(쿠우)을 보면 정신을 못 차린다.

성우 : 나가사와 나오 / 오인성
- 잇사(이싸) : 애니요코에 살고 있는 주민으로 팬더곰이다. 생년월일은 11월 23일이며, 애니요코 주민 가운데 그나마 정상적인 캐릭터다. 기본적으로는 다른 캐릭터들이 멍청한 짓을 했을 때 지적해 주는 역할에 있으나, 간혹 분위기에 휩쓸려 자기 자신도 바보 같은 짓을 할 때가 있다. 항상 차분하고 침착한 캐릭터로 3인방 중에서 가장 덜 위험한 캐릭터로 분류되지만 간혹 화가 나면 걷잡을 수 없으므로 역시 방심해선 안되는 캐릭터이다. 애니요코 3총사 가운데 사고를 덜 치는 편이나 어쨌든 사고를 치기는 치기 때문에 결코 정상적인 캐릭터라 말할 수 없다. 한국어판에서는 말버릇이 ' ~ 걸랑'이다. 켄타가 쿠쨩을 좋아하는 것에 비해, 잇사는 아미에게 관심이 있는 듯하다.

성우 : 사토 유코 / 손정아
- 야마나미 씨(미스터리) : 애니요코에 살고 있는 주민으로 말이다. 굉장히 우수한 경주마 중에 하나인 서러브레드(Thoroughbred)이지만, 평상시의 모습과는 전혀 상관이 없는 듯. 어떨 때는 따스한 형님, 또 어떨 땐 산타 등 매회 출연하여 온갖 엑스트라를 도맡아 하며, 본업인 통신판매업을 살려서 온갖 물건을 내놓기도 한다. 애니요코 3인방이 그 물건들을 자주 주문하는 탓에 아미의 방에 하루가 멀다하고 등장하는 조연급이지만 야마나미씨 자신은 "저도 고정 캐릭터가 되고 싶어요!"라고 외치기도 한다. 참고로 한국어판의 성우 홍시호는 공교롭게도 '홈쇼핑의 달인'이라고 불릴 정도로 홈쇼핑 나레이션을 많이 맡는 인물이다.

성우 : 호리우치 켄유 / 홍시호
- 쿠쨩(쿠우) : 본명은 타케다 쿠미코이며, 생년월일은 5월 21일이다. 아미와 같은 반 친구로 상냥하고 예쁘고 귀여우며, 취미는 뜨개질이다. 한 때 애니요코 3인방이 아미에게 인간 친구가 없는게 아니냐는 의심을 했지만, 쿠쨩의 등장으로 의문이 풀렸다. 어릴 때 말에게 물린 기억이 있는 터라, 말(미스터리)을 보면 바로 기절한다.

성우 : 후쿠하라 카오리 / 장경희
- 시마코 씨(미스 얼룩) : 애니요코에 살고 있는 주민으로 얼룩말이다. 애니요코에서는 패션 리더로 유명하며, 야마나미 씨는 시마코 씨를 좋아하고 있다. 그러나 정작 시마코 씨는 야마나미씨에게 관심이 없는 듯하다. 참고로 원작에는 등장하지 않는 애니메이션 오리지널 캐릭터 보관됨 2022-11-27 - 웨이백 머신이다.

성우 : 타카노 우라라 / 문선희
- 아오모리 아코(코코선생님) : 아미네 유치원 담당 교사로, 25세이다. 투철한 직업 의식을 갖고 있는 분이다. 애니요코 3총사의 모습을 보긴 봤지만, 워낙 시력이 좋지 않은 까닭에 그걸 눈치채지 못하고 그냥 넘어가는 경우가 허다하다. 그럴 때마다 아미는 안도의 한숨을 내쉬며 내뱉는 한마디가 있다. "안경을 바꾸셔야겠어..."

성우 : 이토 시즈카 / 문선희
- 매치 & 피치 : 치과의사 콤비로 등장한 이후 꾸준히 나오고 있는 조연. 직업은 매번 바뀐다. 매치는 켄타를 존경해 '오라버니'라고 부른다. 피치는 작은 노란 새로 항상 매치와 함께 다닌다.

성우 : 카토 나나에, 스즈키 나오코 / 장경희
- 야요이 군(알랄라) : 애니가 시작한 지 반년이 지나서야 나온 캐릭터. 코알라이다.

성우 : 이토 시즈카

## 애니메이션 정보

### 에피소드
제목 앞에 〈두근 ☆ 두근 - 〉 이 붙어있다.
1. 새로운 친구들 + 비밀의 문을 열다
2. 케이크를 만들자 + 숙제는 너무 힘들어...
3. 퍼즐은 나의 운명 + 어둠 속의 전골 파티
4. 미스터리의 정체 + 감기엔 이요표 만병통치약
5. 비밀 다이어트 + 처음 쓰는 팬레터
6. 별점과 아미의 미래 + 우정이여 영원하라
7. 머플러는 내 운명 + 기억을 잃어버린 이요 씨
8. 캔다는 딴지걸기 인생 + 애니골씩 끝말잇기
9. 카드놀이는 정말 싫어 + 무서운 이야기 대회
10. 재미있는 교환일기 + 미스터리 살인사건
11. 아미의 생일파티 + 눈싸움은 즐거워
12. 크리스마스 선물 + 잠이 아니면 죽음을 다오
13. 주사위 놀이 + 아미가 없으면 싫어요 (일본어판에서는 14화)
14. 캔다의 첫사랑 + 캔다는 슬픈 곰인형 (일본어판에서는 15화)
15. 대청소는 힘들어 + 아미 방이 온천이래 (일본어판에서는 13화)
16. 치과는 무서워 + 내 다리 돌려줘
17. 쿠우 난 말이 싫어요 + 재밌는 이야기 발표회
18. 내일은 즐거운 소풍날 + 아미의 남자 친구는 만화 주인공
19. 발렌타인데이 + 우리는 최고의 발명가
20. 이요의 라이벌 등장 + 꿈은 이루어진다
21. 쿠우는 미스터리를 싫어해 + 이싸의 초능력
22. 토끼와 거북이 경주 + 지하실 대탐험
23. 미니미니 대모험 + 우리는 애니골 신문기자
24. 캔다의 유리구두 + 아미 삼장법사 되다
25. 애니골 삼총사 유치원에 가다 + 설마 벌써 이별이야?
26. 꽃놀이는 즐거워 + 미스터 애니골 선발대회
27. 지구 최후의 날 + 용궁과 보물상자
28. 공포의 우주여행 + 우리는 영원한 애니골 삼총사
29. 미스터리식 찰흙놀이 + 신나는 가게놀이
30. 코코 선생님의 가정방문 + 아미 자전거 배우다
31. 멋쟁이가 되고싶어 + 귀없는 이요씨
32. 쿠우의 생일선물 + 캔다는 게으름뱅이병
33. 딴지걸기는 힘들어 + 캔다는 피망을 좋아해
34. 동물원에서 생긴 일 + 천사이요 VS 악당이요
35. 아미 내몸을 돌려줘 + 이요 여자 007 되다
36. 공주님 놀이 + 미스터리의 짝사랑
37. 나도 어린이 스타가 되고 싶어 + 세상에서 가장 무서운 벌
38. 마법소녀 아미 + 캔다동생 메카캔다
39. 이싸와 캔다, 우정이여 영원하라 + 꿈보다 해몽이 좋아요
40. 타임머신 대소동 + 내 사전에 지각은 없다
41. 나도 고정 출연 하고싶어 + 아라비안나이트
42. 만화영화는 어떻게 만들까? + 이싸의 첫사랑
43. 나에게도 추억을 다오 + 캔다 다이어트는 힘들어
44. 나도 만화 영화 보고 싶어 + 애니골 X파일
45. 미스 얼룩 VS 코코 선생님 + 캔다 하늘을 날아라
46. 공포의 방학숙제 + 러브레터 대소동
47. 아기도깨비의 정체 + 지명수배자 마치
48. 미스얼룩 파리골에서 데뷔하다 + 캔다는 이요를 좋아해
49. 아미와 이요 누가 누구지? + 친절한 이요 씨 친절하지마
50. 보물찾아 삼만리 + 신기한 소원노트
51. 오늘이 마지막이라고? + 어린이 친구들 안녕

### 제작진
- 기획 : 김재용(동우애니메이션), 스기야마 유타카(TV 도쿄), 후카자와 미키히코(덴쓰)
- 프로듀서 : 모리모토 쇼코, 고구마 아키요
- 투자기획 : 권호진, 성하묵
- 제작총괄 : 김영두, 나카무라 리이치로, 무토 히로아키, 가외무라 아키히로
- 총감독 : 남종식, 나시모토 유키오
- 캐릭터 디자인 : 임형진, 마즈타니 겐타
- 총작화감독 : 고바야시 가즈유키, 안재호
- 배경감독 : 이회영
- 촬영감독 : 허태희
- 마케팅 : 이소와 미치쓰구
- 프로모션 : 오카타 다이쇼, 사카모토 미치쓰구
- 주제가 작곡 및 편곡 : 이인영
- 작사 : 김성환
- 노래 : 인지숙
- 사운드 제작 : 프로웍스(박지원, 임영희)
- 녹음 · 대본 : 이성희
- 연출 : 김성환
- 제작 : 동우 애니메이션, TV 도쿄, 덴쓰

## 뒷이야기
- 2006년 11월 7일부터는 SBS TV에서 하반기 개편을 단행하면서 방송시간이 오후 5시에서 오후 4시 30분으로 변경되었다. 그 후 화요일 오후 5시에는 《라즈베리 타임즈》가 방영되었다.
- SBS에서는 당시 최종회를 앞두고 2006년 12월 26일에 "크리스마스"편을, 2007년 1월 2일에는 "주사위놀이"편을 재방영하였다. 그 이유는 각각 크리스마스와 새해를 배경으로 하는 내용이기 때문이다.
- 한국판 여는 노래는 사장조로 일본판보다 한음 낮은 채로 녹음되어 방영했다.
- 한국판 닫는 노래의 경우, 초반에는 여는 노래를 그대로 쓰다가, 중반부터는 〈Fantasista Girl〉(판타지아 걸)의 한국어 판을 방영했다. SBS에서는 스탭 명단만 보여준 후에 바로 끝냈고, 투니버스에서는 아예 닫는 노래 없이 5초 가량의 클로징 화면만을 보여주고 있다. 애니맥스와 애니원에서는 닫는 노래를 방송하고 있는데, 애니원의 경우는 SBS에서 방송했던 대로 초반에는 여는 노래, 중반 이후 〈Fantasista Girl〉을 방송하되 도중에 끝내지 않고 끝까지 방송하고 있고, 애니맥스는 애니원과 동일하게 방송하다가 최근에는 처음부터 〈Fantasista Girl〉을 방송하고 있다.
- 이 작품의 제작에 한국에서 상당 부분 참여했기 때문에, 일부 에피소드는 한국판과 일본판이 따로 제작되었다. 예를 들어 '주사위 놀이'편에서는 초반에 시청자들에게 새해 인사를 하는 장면이 있는데 한국판에서는 한복 + 설날 노래가, 일본판에서는 기모노 + 일본 전통 음악이 흘렀다. 또한 온천 에피소드는 일본판의 경우 미스터리가 반토 복장을 하고 있고 아미 일행은 유카타를 입으나, 한국판의 경우 미스터리가 마당쇠 복장을 하고 있고 아미 일행은 찜질방 옷을 입고 있다.
- 속편 제작에 대해서는 아직 논의된 바 없으나, 《리본》 2006년 10월호에서 이 작품의 종영과 관련된 기사 중에 '일단 휴식'이라는 구절이 있어, 속편 제작의 가능성이 어느 정도 점쳐지고 있는 상황이다.